# Anatotitan copei
Anatotitan copei Lull & Wright, 1942 era un dinosauro erbivoro appartenente agli Hadrosauridae, o dinosauri a becco d'anatra. Visse nel Cretaceo superiore (Maastrichtiano, tra 70 e 65 milioni di anni fa) e i suoi resti fossili sono stati ritrovati in Nordamerica.

## Descrizione
L'anatotitano (il cui nome significa "anatra titanica") poteva oltrepassare la lunghezza di 12 metri e pesava circa 4 tonnellate. Dati alcuni adattamenti caudali e metatarsali, è possibile che Anatotitan conducesse una vita almeno parzialmente anfibia.
Con il becco ampio, privo di denti e simile a quello dell'anatra, l'anatotitano riusciva a raccogliere grandi manciate di vegetali. I bordi del becco, che era tagliente e corneo come quello delle tartarughe, erano in grado di spezzare ramoscelli robusti. Nella parte retrostante della bocca, sino a 1000 forti denti aiutavano l'anatotitano a masticare i ramoscelli e le pigne, fino a quando non diventavano sufficientemente morbidi da poter essere inghiottiti. A differenza di altri adrosauri, questo dinosauro era privo di cresta sul capo: il muso era lungo circa la metà della testa, bassa e piatta.
L'anatotitano aveva denti piccoli e a forma di diamante che di per sé erano piuttosto deboli e fragili. Tuttavia, all'interno delle guance, essi erano saldati a centinaia in una sorta di parete ossea che componeva una superficie di masticazione estremamente robusta, agendo come una macina capace di “demolire” i ramoscelli e i semi delle conifere. Anatotitan non possedeva una cresta sulla testa, come invece altri dinosauri a becco d'anatra avevano. Aveva però due sacche vuote ai lati del muso che probabilmente gonfiava, forse come l'odierno elefante marino. Ne risultava forse un verso rumoroso che serviva a minacciare eventuali indesiderati disturbatori.

## Tassonomia
Questo dinosauro è uno dei più tipici dinosauri a becco d'anatra. È spesso considerato uno stretto parente di Edmontosaurus, in particolare della specie E. annectens. Anatotitan ed Edmontosaurus sono così simili che molti paleontologi, fin dai tempi di John Bell Hatcher (1902) per arrivare a Jack Horner, David B. Weishampel e Catherine Forster (2004), hanno ritenuto che la specie Anatotitan copei sia un sinonimo di E. annectens. Le due specie, inoltre, sono state a lungo considerate appartenenti a un terzo genere (Anatosaurus) a partire dalla revisione operata nel 1942 da Richard Swann Lull e Nelda Wright. Decine di anni dopo, nuove ricerche di Michael Brett-Surman stabilirono la differenza tra Edmontosaurus e Anatotitan. Un altro dinosauro molto simile è il gigantesco Shantungosaurus della Cina. Secondo Nicolás Campione e David Evans (2011), il genere Anatotitan non sarebbe più valido, bensì dovrebbe essere considerato un sinonimo di Edmontosaurus.

## Possibile stile di vita
L'anatotitano, probabilmente, trascorreva gran parte del tempo sulla terraferma e non sempre poteva trovare tempestivamente scampo nell'acqua, per sottrarsi ai predatori. Si serviva dei sensi acuti e ben sviluppati per captare la presenza del pericolo. Aveva infatti occhi grandi ed era perciò in grado di individuare un predatore in agguato a discreta distanza; possedeva anche un sottile udito, che gli era utilissimo per cogliere ogni movimento circostante; secondo alcuni esperti, inoltre, gli adrosauri avevano anche un buon odorato.
L'anatotitano viveva forse in vaste comunità, come a quanto pare facevano tutti gli adrosauri: la prova è fornita dal fatto che analizzando le impronte e la direzione delle piste fossili di alcuni adrosauri, risulta che nutriti gruppi di dinosauri della stessa famiglia si muovevano assieme contemporaneamente.
L'anatotitano dunque viveva e si spostava di territorio in numerosi e protetti branchi.